# 王威 (隋朝)
王威（6世纪—617年），隋朝大臣。曾经随薛世雄驻守伊吾城。大业十二年（616年），隋炀帝派王威以虎贲郎将与高君雅同为太原副留守，监视李渊。次年，刘武周反隋，李渊诓骗王威、高君雅，说远水救不了近火，不好向朝廷请兵，只能就地招募。王高同意了。五月十五，李渊、王威、高君雅正在办公，开阳府司马刘政会前来呈给李渊密信。密信中是说王威、高君雅勾结突厥谋反。李渊将二人收押。五月十七，突厥兵至太原城下，大家相信了王威、高君雅勾结突厥，李渊以此为借口，杀死了王威、高君雅。